# متلیچینا
متلیچینا (به بلغاری: Metlichina) یک منطقهٔ مسکونی در بلغارستان است که در شهرستان کیرکوفو واقع شده‌است.